# Чёрное Озеро (Татарстан)
Чёрное Озеро — деревня в Нурлатском районе Татарстана. Входит в состав Гайтанкинского сельского поселения.

## География
Находится в южной части Татарстана на расстоянии приблизительно 21 км на северо-запад по прямой от районного центра города Нурлат у реки Большой Черемшан.

## История
Основана в 1920-х годах как поселок.

## Население
Постоянных жителей было в 1926 году- 131, в 1938—198, в 1949—200, в 1958—177, в 1970—175, в 1979—122, в 1989 — 74, в 2002 году 80 (татары 99 %), в 2010 году 35.